# BGP-15
A BGP-15 inzulinrezisztencia elleni, a klinikai kipróbálás II. fázisán túljutott gyógyszer
A gyógyszerpiacon jelenleg két inzulinrezisztenciát csökkentő gyógyszer van forgalomban: a metformin és a roziglitazon(en). A BGP-15 hatása ezekkel összemérhető.
A BGP-15 hasznos lehet a cukorbetegség megelőzésében és kezelésében, ezen felül a tumorkezelés mellékhatásainak kivédésében, a vese, illetve a szív ereinek megbetegedéseiben.
Az inzulinrezisztencia, és a vele járó elhízás néhány szkizofrénia elleni gyógyszer mellékhatása. A BGP-15 e mellékhatásokat is csökkenti.
Ausztrál kutatók egérkísérletek alapján arra a következtetésre jutottak, hogy a BGP-15 jelentősen lelassíthatja a Duchenne-szindróma(en) kifejlődését, és meghosszabbíthatja az e betegségben szenvedők életét. Ez a veleszületett izomsorvadásos betegség kisgyermekkorban kezdődik, és 10–12 éves korra teljesen tolószékbe kényszeríti a beteget.
A molekulát a legnagyobb magyar biotechnológiai cég, az N-Gene fejlesztette ki (tudományos vezető: Literáti Péter).

## Klinikai próbák
Az első (biztonsági) fázisban bebizonyosodott, hogy a szert 800 mg-ig, ismételt beadás esetén 250–600 mg között a kísérleti személyek jól tolerálják.
A második fázisban a kísérleti személyeket három csoportra osztották. Az egyik csoport 400 mg, a második 200 mg BGP-15-öt, a harmadik placebót kapott 28 napon keresztül, naponta egyszer. Az eredmények azt mutatták, hogy a BGP-15 jelentősen javította az inzulinérzékenységet. A nagyobb adag valamivel nagyobb mértékben, de az eltérés statisztikailag nem szignifikáns.
A kísérlet második részében azt vizsgálták, mennyire képes a BGP-15 meggátolni az olanzapin nevű szkizofrénia elleni gyógyszer okozta inzulinrezisztenciát. 54 egészséges önkéntes 17 napig 10 mg olanzapint és 400 mg BGP-15-öt vagy placebót kapott. Egy hét kiürülési időszak után azt találták, hogy a placebót kapott személyek inzulinérzékenysége lényegesen jobban romlott az olanzapintól, mint a BGP-15-tel kezelteké.

## Hatásmód
Ha a szervezetet bármilyen sokk éri – a hőn kívül bármilyen egyéb fizikai, kémiai káros hatás vagy kórokozó-támadás is –, a védekezés során az első válasz a stresszfehérjék (más néven hősokkfehérjék(en)) termelésének fokozása lesz. Ezek a fehérjék aztán megakadályozzák, hogy a sejt többi fehérjéje nem megfelelő kapcsolatokat kössön, ezáltal funkciója károsodjék, térszerkezete elromoljék.
A BGP-15 – többek között – fokozza a stresszfehérjék termelését. E fehérjék meghatározó szerepet játszanak a korral összefüggő betegségekben, és jelentősen befolyásolják az élettartamot. Kellenek például az inzulin megfelelő működéséhez, és alapvető szerepet játszanak az energiatermelés szabályozásában.